# Helena Kalte
Helena Kalte (...) è un'ex sciatrice alpina svedese.

## Biografia
Specialista delle prove veloci, la Kalte vinse la medaglia d'oro nella discesa libera ai Campionati svedesi nel 1987; non prese parte a rassegne olimpiche né ottenne piazzamenti in Coppa del Mondo o ai Campionati mondiali.

## Palmarès

### Campionati svedesi
- 1 oro (discesa libera[1] nel 1987)